# 25 febbraio
Il 25 febbraio è il 56º giorno del calendario gregoriano. Mancano 309 giorni alla fine dell'anno (310 negli anni bisestili).

## Eventi
- 138 – L'imperatore romano Adriano adotta Antonino Pio, rendendolo suo successore
- 1695 – Terremoto di Santa Costanza: l'evento provoca vittime e danni ad Asolo e nei paesi limitrofi
- 1798 – Vespro Romano: a Roma una folla di popolani trasteverini e monticiani insorge contro la neonata Repubblica Romana, ma la sommossa viene sedata dalle armate francesi
- 1803 - Ratisbona: ultima Dieta imperiale e Reichsdeputationshauptschluss
- 1856 – Inizia il Congresso di Parigi al fine di ristabilire la pace dopo la guerra di Crimea
- 1912 – Alla morte del padre, Maria Adelaide di Lussemburgo diviene granduchessa del Lussemburgo
- 1919 – Il governo dell'Oregon applica una tassa sulla benzina di un centesimo al gallone, divenendo il primo Stato degli Stati Uniti d'America a tassare la benzina
- 1922 – Nella prigione di St. Pierre a Versailles viene ghigliottinato Henri Désiré Landru seduttore e omicida di dieci donne, ingannate con la promessa di matrimonio
- 1948 – In Cecoslovacchia il Partito Comunista prende il potere, terminando così la Terza Repubblica
- 1951 – Si svolgono i primi Giochi panamericani, a Buenos Aires, Argentina
- 1952 – Si chiudono a Oslo, in Norvegia, i VI Giochi olimpici invernali
- 1964 – Muhammad Ali diventa campione mondiale dei pesi massimi a soli 22 anni, sconfiggendo a Miami Sonny Liston per abbandono alla settima ripresa
- 1980 – Nel Suriname avviene un colpo di Stato militare comandato da Dési Bouterse
- 1986 – Nelle Filippine il presidente Ferdinand Marcos fugge dal paese dopo più di 20 anni al potere
- 1991
  - Guerra del Golfo: un missile Scud iracheno colpisce una caserma statunitense a Dhahran, Arabia Saudita, uccidendo 28 marine
  - Vengono aboliti i Patti di Varsavia
- 1995 – Massimo Moratti acquista il Football Club Internazionale Milano
- 2008 – A Gravina in Puglia vengono trovati nella cisterna di un casolare abbandonato i corpi mummificati di Francesco e Salvatore Pappalardi, scomparsi il 5 giugno 2006 e probabilmente morti di fame e di freddo[1]
- 2008 – 315 persone muoiono in una valanga nel nord est dell'Afghanistan,
- 2018 – Si chiudono a Pyeongchang, in Corea del Sud, i XXIII Giochi olimpici invernali

## Nati
Ci sono circa 1 290 voci su persone nate il 25 febbraio; vedi la pagina Nati il 25 febbraio per un elenco descrittivo o la categoria Nati il 25 febbraio per un indice alfabetico.

## Morti
Ci sono circa 540 voci su persone morte il 25 febbraio; vedi la pagina Morti il 25 febbraio per un elenco descrittivo o la categoria Morti il 25 febbraio per un indice alfabetico.

## Feste e ricorrenze

### Civili
- Kuwait – Festa nazionale
- Paesi Bassi – Februaristaking: sciopero contro l'occupazione nazista, 1941

### Religiose
Cristianesimo:
- Sant'Adelelmo di Engelberg, abate
- Santa Aldetrude di Maubeuge, badessa
- San Callisto Caravario, sacerdote salesiano, martire
- San Cesario di Nazianzo, confessore
- Santa Costantina, martire
- Sant'Eustasio di Aosta, vescovo
- San Gerlando di Agrigento, vescovo
- San Lorenzo Bai Xiaoman, martire
- San Luigi Versiglia, vescovo e martire
- San Nestore di Magydos, vescovo e martire
- San Tarasio di Costantinopoli, patriarca (Chiesa ortodossa)
- San Turibio Romo Gonzalez, sacerdote e martire
- Santa Valpurga di Heidenheim, badessa
- Beato Avertano di Lucca
- Beata Cecilia, domenicana
- Beato Ciriaco María Sancha y Hervás, cardinale
- Beato Didaco Yuki Ryosets, gesuita e martire
- Beato Domenico Lentini, presbitero lucano
- Beata Maria Adeodata Pisani, badessa
- Beata Maria Ludovica De Angelis, religiosa
- Beato Roberto d'Arbrissel, sacerdote
- Beato Sebastiano dell'Apparizione, francescano